# Did It Again (chanson de Shakira)
Singles de Shakira
She Wolf
(2009) Give It Up to Me
(2009)
Pistes de She Wolf
She Wolf
(1) Long Time
(3)
Did It Again est une chanson de la chanteuse colombienne Shakira extraite de son sixième album studio She Wolf. Une version espagnole, nommée Lo Hecho Está Hecho, a aussi été enregistrée à destination de l'Amérique latine et de l'Espagne. Un remix officiel avec la collaboration de Kid Cudi est aussi présent sur l'édition spéciale américaine de l'album, ainsi que certaines éditions de l'album suivant de la chanteuse, Sale el Sol. Lo Hecho Está Hecho a aussi bénéficié d'un remix, avec la collaboration de Pitbull.

## Promotion
Shakira a interprété la chanson durant an épisode du Jimmy Kimmel Live! le septembre 15, 2009, diffusé le 18 septembre 2009. Shakira a également chanté Did It Again à Dancing with the Stars le 13 octobre 2009, ainsi que durant l'émission Saturday Night Live sur le 17 octobre 17 2009, à la cérémonie des MTV Europe Music 2009 à Berlin, le 5 novembre 2009, de même que le 15 novembre, pour l'émission britannique The X Factor.

## Formats et liste des pistes
| Monde Digital 1. Did It Again — 3:12 Amérique latine digital 1. Lo Hecho Está Hecho — 4:25 Allemagne maxi-CD 1. Did It Again — 3:12 2. Did It Again" Benassi Remix — 5:55 Turquie Single digital 1. Did It Again — 3:12 2. Did It Again (featuring Kid Cudi) — 5:55 3. Lo Hecho Está Hecho — 4:25 | Amérique Latine/Espagne Single digital 1. Did It Again — 3:12 2. Did It Again (featuring Kid Cudi) Benassi Remix — 5:58 3. Lo Hecho Está Hecho (featuring Pitbull) — 4:24 4. Did It Again" music video — 3:29 France/Royaume-Uni Single digital 1. Did It Again — 3:12 2. Did It Again (featuring Kid Cudi) — 3:47 3. Did It Again (featuring Kid Cudi) Benassi Remix — 5:58 4. Did It Again (featuring Kid Cudi) Superchumbo Remix — 7:41 5. Did It Again (featuring Kid Cudi) DJ Laz Extended Remix — 4:02 |

## Classements et successions

### Classement par pays
| Classement (2009/2010)         | Meilleure position |
| ------------------------------ | ------------------ |
| Autriche (Ö3 Austria Top 40)   | 34                 |
| Tchéquie (IFPI Rádio)          | 27                 |
| Europe (Hot 100)               | 44                 |
| Allemagne (Media Control AG)   | 34                 |
| Irlande (IRMA)                 | 17                 |
| Italie (FIMI)                  | 15                 |
| Slovaquie (IFPI Rádio)         | 18                 |
| Espagne (PROMUSICAE)           | 12                 |
| Suède (Sverigetopplistan)      | 36                 |
| Suisse (Schweizer Hitparade)   | 29                 |
| Royaume-Uni (UK Singles Chart) | 26                 |
| États-Unis (Dance Club Songs)  | 1                  |
| États-Unis (Hot Latin Songs)   | 6                  |

## Historique de sortie
| Pays                          | Date             | Format                 | Label(s)                    |
| ----------------------------- | ---------------- | ---------------------- | --------------------------- |
| France                        | 16 octobre 2009  | Téléchargement digtial | Jive Epic / Sony Music Ent. |
| Royaume-Uni                   | 16 octobre 2009  | Téléchargement digtial | RCA Records                 |
| Allemagne                     | 27 novembre 2009 | CD single              | Sony Music Entertainment    |
| Mexique - Lo Hecho Está Hecho | 30 novembre 2009 | Téléchargement         | Sony Music Entertainment    |
| France                        | 11 décembre 2009 | Téléchargement         | Jive Epic / Sony Music Ent. |
| Royaume-Uni                   | 13 décembre 2009 | Téléchargement         | RCA Records                 |
| Royaume-Uni                   | 14 décembre 2009 | CD single              | RCA Records                 |